# Macrocoma latifrons
Macrocoma latifrons É uma espécie de escaravelho de folha endémico às Ilhas Canárias. Seja primeiro descrito por Harald Lindberg em 1953. É encontrado em Tenerife.